# Kanton Villeneuve-sur-Lot-Sud
Der Kanton Villeneuve-sur-Lot-Sud war bis 2015 ein französischer Wahlkreis im Arrondissement Villeneuve-sur-Lot, im Département Lot-et-Garonne und in der ehemaligen Region Aquitanien; sein Hauptort war Villeneuve-sur-Lot. Vertreter im Generalrat des Départements war zuletzt von 2001 bis 2015 Patrick Cassany (PS). 
Der Kanton umfasste Wahlberechtigte aus fünf Gemeinden und dem Südteil der Stadt Villeneuve-sur-Lot (angegeben ist die Gesamteinwohnerzahl; im Kanton lebten etwa 8500 Einwohner der Stadt).
| Gemeinde                     | Einwohner Jahr | Fläche km² | Bevölkerungsdichte | Code INSEE | Postleitzahl |
| ---------------------------- | -------------- | ---------- | ------------------ | ---------- | ------------ |
| Bias                         | 3117 (2013)    | 12,45      | 250 Einw./km²      | 47027      | 47300        |
| Pujols                       | 3652 (2013)    | 24,98      | 146 Einw./km²      | 47215      | 47300        |
| Saint-Antoine-de-Ficalba     | 698 (2013)     | 10,93      | 64 Einw./km²       | 47228      | 47340        |
| Sainte-Colombe-de-Villeneuve | 488 (2013)     | 18,92      | 26 Einw./km²       | 47237      | 47300        |
| Sembas                       | 141 (2013)     | 12,51      | 11 Einw./km²       | 47297      | 47360        |
| Villeneuve-sur-Lot           | 23.462 (2013)  | –          | – Einw./km²        | 47323      | 47300        |